# Flamberg

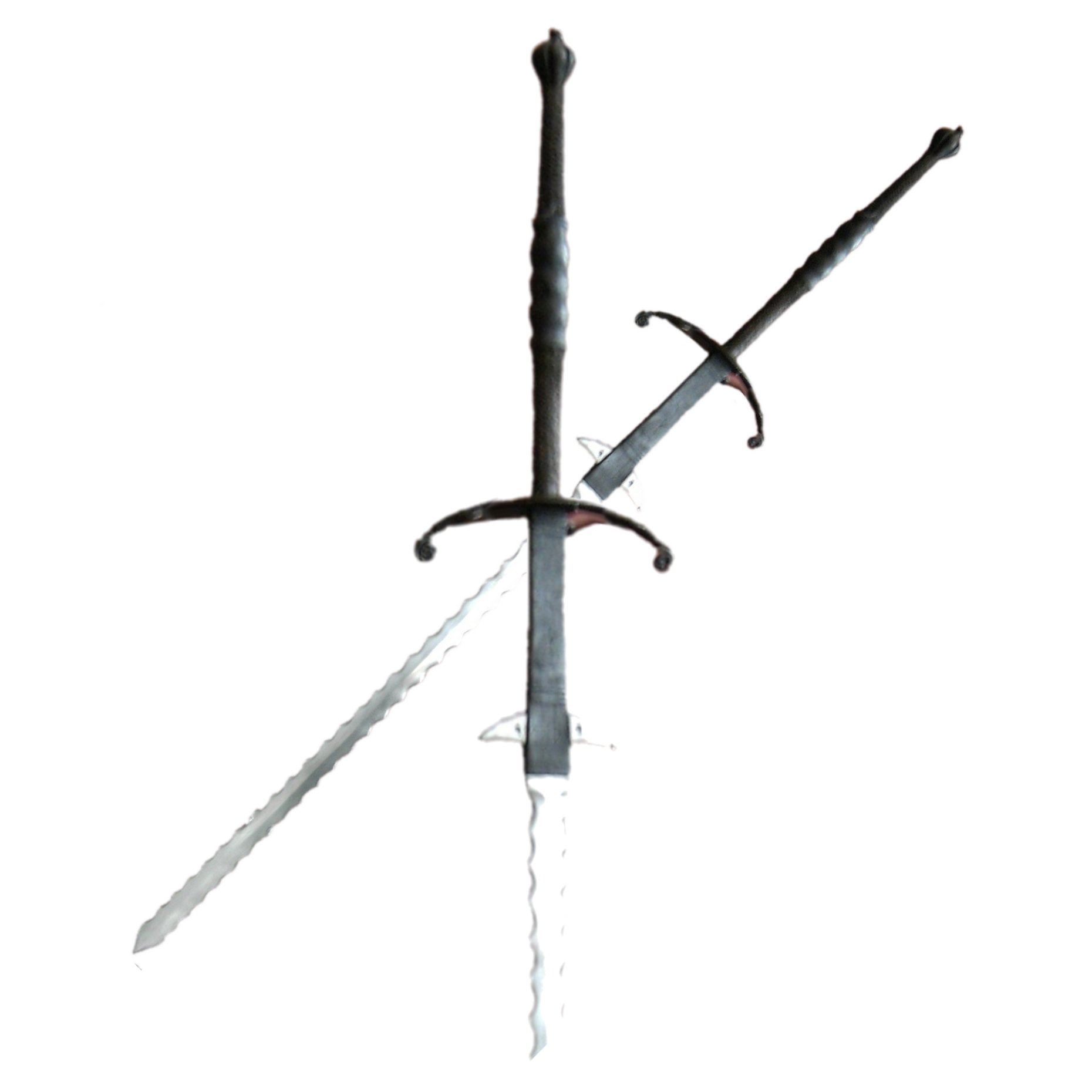
En flamberg

Flamberg är ett långt smalt värjliknande tvåhändigt stickvapen med vågformad smidd egg, vanlig på 1500–1600-talen, och som antagligen har sitt ursprung i medeltidens Frankrike. Vapnet används ofta vid ceremonier.